# Klallam
Cet article concerne la langue klallam. Pour le peuple klallam, voir Klallams.
Le klallam ou clallam (klallam : nəxʷsƛ̕ay̕əmúcən [nəxʷsʔt͡ɬʼaiəmɔt͡sən]) est une langue amérindienne de la famille des langues salish parlée aux États-Unis, dans l'État de Washington, sur la côte nord de la péninsule Olympique et au Canada, en Colombie-Britannique, à la pointe Sud de l'île de Vancouver, de part et d'autre du détroit de Juan de Fuca.

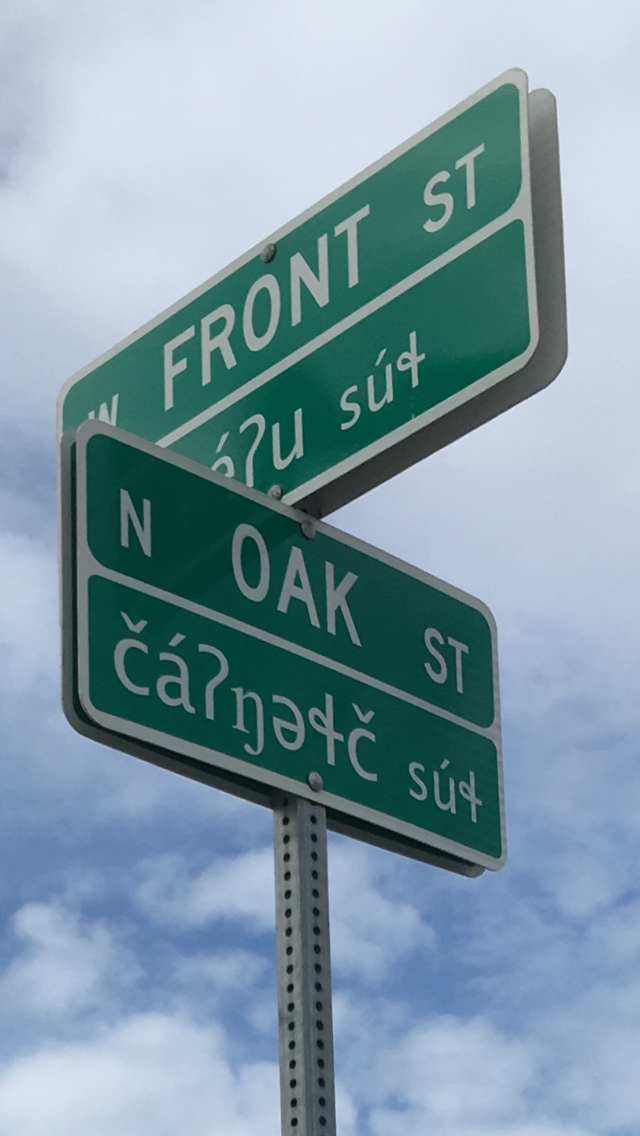
Panneau de Port Angeles avec West Front Street et North Oak Street en klallam: shéʔu súɬ et čáʔŋəɬč súɬ.

La langue est en voie d'extinction.

## Variétés
Le klallam regroupe trois dialectes salish et leurs différentes variétés:
- Dialecte occidental
  - Pshyt, Clallam Bay
  - Elwha
- Dialecte oriental
  - Jamestown
  - Little Boston (Port Gamble)
- Beecher Bay

## Écritures
| p | p̕ | m | í | ƛ̕  | qʷ | q̕ʷ |
| t | t̕ | y | ə | é  | n  | ŋ  |
| c | c̕ | w | ú | x̣  | kʷ | k̕ʷ |
| č | č̕ | á | ʔ | h  | q  | q̕  |
| s | š | ɬ | l | x̣ʷ | xʷ |    |

| ʔ | a  | c  | c̕ | č | č̕  | e  | ə  | h | i |
| k | kʷ | k̕ʷ | l | ɬ | ƛ̕  | m  | m̕  | n | n̕ |
| ŋ | ŋ̕  | p  | p̕ | q | q̕  | qʷ | q̕ʷ | s | š |
| t | t̕  | u  | w | w̕ | xʷ | x̣  | x̣ʷ | y | y̕ |